# Sven de Wijn
Sven de Wijn (Bussum, 13 augustus 1985) is een Nederlands acteur. Bij het grote publiek kreeg hij vooral naamsbekendheid door zijn rol als Jeroen Cornelissen in de jeugdsoap Het Huis Anubis. Daarnaast was hij ook te zien als barman bij het korte programma ‘Aan de bar’. Dit is maar twee seizoenen op NPO1 uitgezonden.

## Levensloop
De Wijn studeerde aanvankelijk communicatiewetenschap in Rotterdam en acteerde en regisseerde in zijn studententijd bij zijn studentenvereniging R.S.C./R.V.S.V..
Hij werd na een auditie aangenomen voor de rol van Jeroen Cornelissen in de jeugdserie Het Huis Anubis, uitgezonden door Nickelodeon. De Wijn speelde mee in de serie van 2006 tot en met 2009. Ook was hij te zien in de gelijknamige theatershows Anubis en de Graal van de Eeuwige Vriendschap en Anubis en de Legende van het Spooktheater. Verder speelde hij mee in de eerste speelfilm Anubis en het pad der 7 zonden en in de derde speelfilm Het Huis Anubis en de terugkeer van Sibuna!.
Nadien speelde hij nog een bijrol als het personage Bassie in de speelfilm Sterke verhalen in 2010, een bijrol in de korte film Broken Promise in 2011 en twee edelfiguratiegastrollen als klant in 2011 en verpleger in 2012 in Goede tijden, slechte tijden. Ook werkte hij een tijd als opnameleider bij de laatst genoemde serie. Hij was als opnameleider van GTST te zien in de zesde aflevering van seizoen 2 van Ushi & The Family. In 2013 was De Wijn te zien in twee afleveringen van Caps Club, namelijk De Bug en De Schoppenheer. Ook zong hij met vrienden in een cabaretgroepje, Tram 21.
In 2014 maakte De Wijn zijn comeback als acteur in de tv-serie Het kasteel van Sinterklaas & de bonte wensballon. Hierin vertolkt hij de rol van Kasteelpiet. Vanaf januari 2015 stond De Wijn in de musical Soldaat van Oranje, waar hij van het ensemble deel uitmaakte en understudy voor de rollen Fred van Houten en Anton Roover was.
Op 6 januari 2018 was hij, samen met Iris Hesseling, Loek Beernink, Vreneli van Helbergen, Lucien van Geffen en Achmed Akkabi te zien in de throwback aflevering van Het Huis Anubis. Daarnaast was hij te zien in de serie Moordvrouw en Centraal Medisch Centrum. In de serie Nachtwacht is hij te zien als het wezen Metentis. Ook was hij meerdere keren te zien in Goede tijden, slechte tijden.

## Filmografie
| Film                 | Film                                              | Film               | Film        |
| Jaar                 | Productie                                         | Rol                | Opmerkingen |
| -------------------- | ------------------------------------------------- | ------------------ | ----------- |
| 2008                 | Anubis en het pad der 7 zonden                    | Jeroen Cornelissen | Hoofdrol    |
| 2010                 | Het Huis Anubis en de terugkeer van Sibuna        | Jeroen Cornelissen | Hoofdrol    |
| 2010                 | Sterke verhalen                                   | Bassie             | Bijrol      |
| Televisie als acteur |                                                   |                    |             |
| Jaar                 | Productie                                         | Rol                | Opmerkingen |
| 2006 - 2009          | Het Huis Anubis                                   | Jeroen Cornelissen | Vaste rol   |
| 2012                 | Goede tijden, slechte tijden                      | verpleger          | Gastrol     |
| 2013                 | Caps Club                                         | Jonathan de Wulf   | Bijrol      |
| 2014                 | Het kasteel van Sinterklaas & de bonte wensballon | Kasteelpiet        | Hoofdrol    |
| 2017                 | Dokter Tinus                                      | Daan Molenaar      | Gastrol     |
| 2018                 | Moordvrouw                                        | Henry              | Bijrol      |
| 2018                 | Centraal Medisch Centrum                          | Onbekend           | Gastrol     |
| 2018                 | Nachtwacht                                        | Metentis           | Gastrol     |
| 2018                 | De Ludwigs                                        | Klant in de winkel | Gastrol     |
| 2019                 | Goede tijden, slechte tijden                      | Trauma-arts        | Gastrol     |
| 2019                 | De 12 van Schouwendam                             | Politieagent       | Gastrol     |

## Theater
| Jaar      | theaterstuk/Musical                           | personage                                           |
| --------- | --------------------------------------------- | --------------------------------------------------- |
| 2008-2009 | Anubis en de Graal van de Eeuwige Vriendschap | Jeroen Cornelissen                                  |
| 2009-2010 | Anubis en de Legende van het Spooktheater     | Jeroen Cornelissen                                  |
| 2015      | Soldaat van Oranje                            | Ensemble                                            |
| 2015-2016 | Soldaat van Oranje                            | Ensemble, understudy Fred van houten & Anton Roover |
| 2023      | Studio 100 Sing Along                         | Zichzelf/Jeroen Cornelissen                         |